# Terra Amata

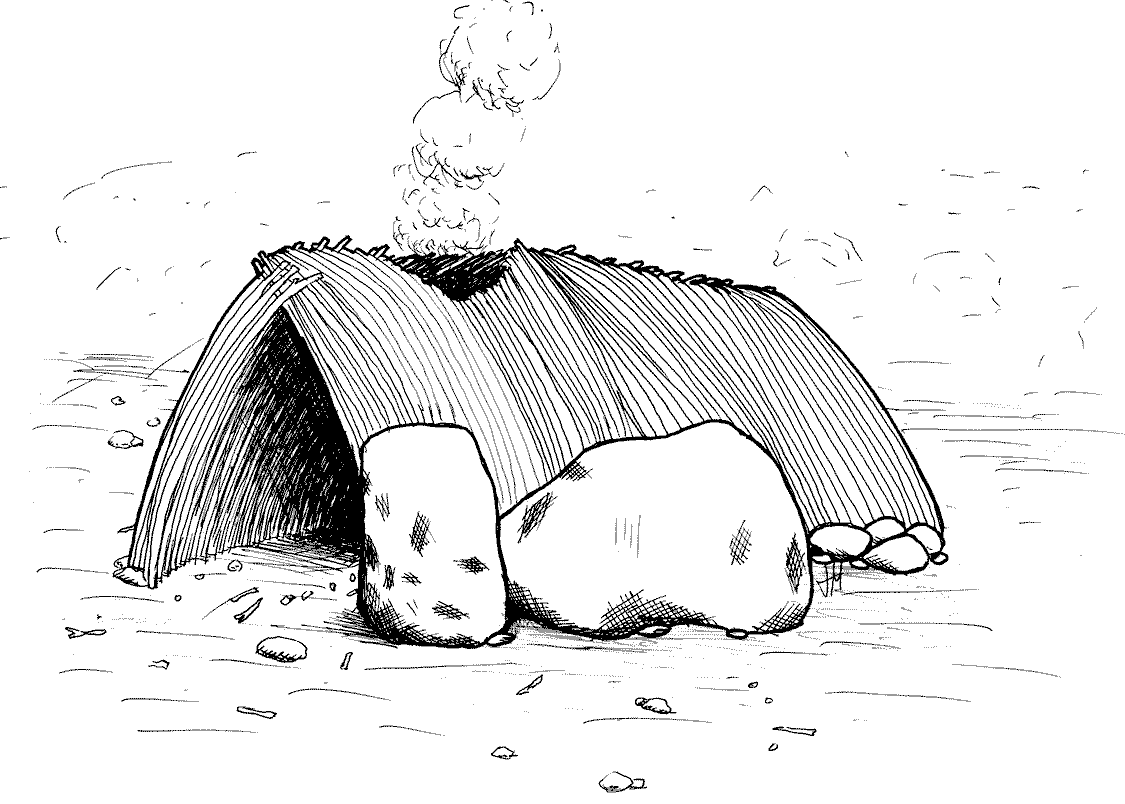
Hut in Terra Amata, circa 380.000 v.Chr.

Terra Amata (Italiaans voor "beminde gronden") is een archeologische site in de buurt van de Franse stad Nice. Hier zijn al verscheidene opgravingen gedaan van Homo heidelbergensis, een voorloper van Homo sapiens.